# Dryopomera kinabaluensis
Dryopomera kinabaluensis es una especie de coleóptero de la familia Oedemeridae.

## Distribución geográfica
Habita en Malasia.